# Marc Streitenfeld
Marc Streitenfeld (* um 1974 in München) ist ein deutscher Filmkomponist. Bekanntheit erlangte er durch seine wiederholte Zusammenarbeit mit dem britischen Filmregisseur Ridley Scott (unter anderem Ein gutes Jahr, American Gangster, Robin Hood, Prometheus).

## Biografie
Marc Streitenfeld wurde als Sohn eines Architekten geboren und wuchs mit seiner Familie im Münchener Olympischen Dorf auf. Als Jugendlicher übte er fünf bis sechs Stunden täglich das Gitarrespiel und träumte davon, eine Karriere als Rockmusiker einzuschlagen. Nach dem Abitur studierte er politische Wissenschaften und Philosophie (anderen Angaben zufolge verzichtete er auf einen Platz an der Deutschen Journalistenschule). Er gab das Studium jedoch auf und reiste im Alter von 19 Jahren als Rucksacktourist nach Los Angeles. Dort absolvierte der musikalische Autodidakt auf Empfehlung eines entfernten Bekannten ein Praktikum bei dem deutschen Filmkomponisten Hans Zimmer.
Streitenfeld arbeitete drei bis vier Jahre als Assistent für Zimmer und war unter anderem an Projekten wie Tony Scotts Crimson Tide – In tiefster Gefahr (1995), Michael Bays The Rock – Fels der Entscheidung (1996), James L. Brooks’ Besser geht’s nicht (1997) oder Terrence Malicks Der schmale Grat (1998) beteiligt. Nachdem er gekündigt und mehrere Monate mit Reisen und Fotografie verbracht hatte, wurde Streitenfeld erneut von Zimmer als Musikeditor für John Woos Actionfilm Mission: Impossible II (2000) verpflichtet. Mit ähnlichen Aufgaben wurde Streitenfeld auch bei weiteren Auftragsarbeiten Zimmers wie Ridley Scotts Regiearbeiten Gladiator (2000), Hannibal, Black Hawk Down (beide 2001), Königreich der Himmel (2005) sowie Edward Zwicks Last Samurai (2003) betraut.
Obwohl Streitenfeld laut eigenen Angaben nie Komponist werden wollte und auch nicht selbst komponierte, wurde er von Ridley Scott beauftragt, die Filmmusik für dessen Komödie Ein gutes Jahr (2006) zu kreieren. Nach seiner ersten eigenständigen Filmkomposition folgte die erneute Zusammenarbeit mit Scott an dessen Filmen American Gangster (2007), Der Mann, der niemals lebte (2008), dem Historienepos Robin Hood (2010) sowie dem Sci-Fi-Thriller Prometheus – Dunkle Zeichen (2012). Den internationalen Durchbruch ebnete ihm American Gangster, dessen Musik er mit düsteren Soul- und Blues-Elementen als Reminiszenz an die 1970er Jahre versah. Der Film brachte Streitenfeld 2008 eine Nominierung für den British Academy Film Award sowie den World Soundtrack Award als „Entdeckung des Jahres“ ein. „Ridley ist extrem offen für jede Idee, die ich musikalisch habe und weiß trotzdem immer genau, wohin es gehen soll“, so Streitenfeld über die Zusammenarbeit mit dem britischen Regisseur. Für Der Mann, der niemals lebte orientierte sich der Komponist an fernöstlichen Melodien und Rhythmen, während bei Jake Scotts Familiendrama Willkommen bei den Rileys sanfte Pianotöne zum Einsatz kamen.
Von 2004 bis 2013 war Marc Streitenfeld mit der französisch-US-amerikanischen Schauspielerin Julie Delpy liiert. Aus der Beziehung ging ein gemeinsamer Sohn (* Januar 2009) hervor. Streitenfeld lebt abwechselnd in Paris und in Los Angeles, wo er ein eigenes Tonstudio unterhält.

## Filmografie (Auswahl)
- 2006: Ein gutes Jahr (A Good Year)
- 2007: American Gangster
- 2008: Der Mann, der niemals lebte (Body of Lies)
- 2010: Willkommen bei den Rileys (Welcome to the Rileys)
- 2010: Robin Hood
- 2012: The Grey – Unter Wölfen (The Grey)
- 2012: Prometheus – Dunkle Zeichen (Prometheus)
- 2014–2017: Hand of God (Fernsehserie)
- 2015: Poltergeist
- 2016: All I See Is You
- 2020: Six Minutes to Midnight

## Auszeichnungen
- Golden Reel Award 2006: nominiert in der Kategorie Bester Tonschnitt – Musik für Königreich der Himmel
- BAFTA Award 2008: nominiert in der Kategorie Beste Filmmusik für American Gangster
- World Soundtrack Awards 2008: Entdeckung des Jahres für American Gangster